# Savarez
Savarez est une marque de cordes pour guitares classiques créée en 1770 dont les locaux sont situés à Caluire-et-Cuire, en France. Bernard Maillot en est le président du conseil d'administration.

## Historique
La famille italienne Savaresse s'installe en France en 1770 et fonde la société Savarez, dont l'activité est alors la production de cordes en boyaux, de cordes nues et de cordes filées. Au milieu du XIXe siècle, l'entreprise diversifie ses débouchés et produit des cordes de raquettes de tennis et des ligatures chirurgicales. 
À partir de 1880, la gamme se développe avec l'utilisation de nouveaux matériaux tels que l'acier, le bronze et le laiton. En 1930, l'entreprise commence la production de cordes en nylon ; de nouvelles techniques de rectification, calibrage et de contrôle permettent au cordes de perfectionner leur justesse. La gamme s'étoffe au fil des années avec entre autres les cordes Argentine destinées au jazz acoustique, ce sont les cordes de prédilection de Django Reinhardt qui les utilisera toute sa vie. 
Dans les années 1980, Savarez met au point des cordes en PDVF avec une entreprise japonaise fabriquant des filets de pêche. Les cordes dans ce matériau ont plus de puissance et de résistance. En 2024, Savarez représente 80% du marché mondial de cordes en PDVF.
Les cordes Savarez sont distribuées en France par Saico[réf. nécessaire]. Aux États-Unis, les cordes Savarez sont distribuées par le groupe Córdoba, propriété de Yamaha depuis 2023.